# 미야케촌 (후쿠이현)
미야케촌(三宅村)은 후쿠이현 오뉴군에 설치되었던 촌이다. 현재의 미카타카미나카군 와카사정에 해당한다.

## 역사
- 1889년 4월 1일 - 정촌제 시행에 의해 오뉴군 미야케촌이 성립하였다.
- 1954년 1월 1일 - 도바촌, 우류촌, 구마가와촌, 노기촌과 합병해 가미나카정이 성립하였다.

## 교통

### 철도
- 일본국유철도
  - 오바마선

### 도로
- 국도 제27호선

## 참고문헌
- 角川日本地名大辞典 18 福井県